# Fårup Station
Fårup Station (fork. Fp) var en nu lukket dansk jernbanestation i stationsbyen Fårup mellem Randers og Hobro. 

## Historie
Stationen åbnede i 1869 i forbindelse med anlægget af den jyske længdebane, men fra 1927 til 1966 standsede togene på Viborg-Fårup og Mariager-Fårup-banerne også her. Fårup Station lukkede i 1973. 
Stationsbygningen, der er tegnet af Niels Peder Christian Holsøe, husede indtil sidst i 1990'erne byens posthus. Stationen var sikkerhedsmæssigt bemandet frem til 1993. I dag er den privat bolig.
Da han skrev Ved vejen lod Herman Bang sig inspirere af stationsforstanderen på Fårup Station.
56°32′46.68″N 9°50′41.86″Ø / 56.5463000°N 9.8449611°Ø